# Androsace mairei
Androsace mairei är en viveväxtart som beskrevs av H. Lév. Androsace mairei ingår i släktet grusvivor, och familjen viveväxter. Inga underarter finns listade i Catalogue of Life.